# Frederik Hendrik van Affelen van Oorde
Frederik/Fredrik Hendrik van Affelen van Oorde (Amsterdam, 9 mei 1829 – 31 december 1874) was een in Suriname actief jurist en politicus.
Hij werd geboren als zoon van mr. B.H. van Affelen van Oorde. Zelf studeerde hij aan de 'Utrechtsche Hoogeschool' waar hij in 1856 na verdediging van theses promoveerde tot doctor in beide rechten. Daarna was hij advocaat in Amsterdam. Hij werd in 1863 benoemd tot rechterlijk ambtenaar ter beschikking van de gouverneur van Suriname. Daar nam hij tijdelijk zitting in het gerechtshof. Bij de invoering in 1869 van het Hof van Justitie volgde zijn benoeming tot lid van dat hof. Bovendien werd hij aangesteld als rechter-commissaris en belast met de instructie van strafzaken. In 1872 kreeg hij verlof voor herstel van zijn gezondheid. Van Affelen van Oorde werd in 1874 benoemd tot procureur-generaal in Suriname.
Verder was hij ook actief in de politiek. In 1866 kreeg Suriname met de Koloniale Staten een parlement. Van de 13 leden werden er aanvankelijk 9 gekozen en de overige 4 leden werden door de gouverneur benoemd. Van Affelen van Oorde werd 1866 een van de benoemde leden. In 1868 bedankte hij als benoemd Statenlid en een jaar later werd hij bij tussentijdse verkiezingen gekozen tot lid van de Koloniale Staten. In 1872 gaf hij die functie op.
Van Affelen van Oorde overleed eind 1874 op 45-jarige leeftijd.